# Kongolo Amba
Kongolo Amba, née le 24 juin 1973 à Kinshasa, est une joueuse congolaise (RDC) de basket-ball. Elle participe au tournoi féminin des Jeux olympiques d'été de 1996